# Омразен дълг
В международното право омразният дълг е правна теория, която твърди, че държавният дълг, натрупан от диктаторски или тоталитарни режими за лично облагодетелстване на управляващите във вреда на интересите на нацията, не следва да бъде изплащан. Приема се за личен дълг на режима, а не дълг на държавата. Разглежда се като договор, подписан по принуда. След смяната на политическия режим новата власт не отговаря за дълговете, натрупани от предишната, и един вид наказва кредиторите, подкрепили бившите недемократични управляващи. Най-често смяната на властта става с военна намеса или преврат.

## Произход
Тезата е формулирана през 1927 г. в труд на Алексадър Зак руски емигрант – правен теоретик, на базата на прецеденти от 19 век включително мексиканският дълг, натрупан от император Максимилиан I, както и отказът на САЩ да изплатят дълга на новоокупираната от тях Куба, направен от испанския колониален режим.